# دوگانه‌گرایی اجتماعی
دوگانه‌گرایی اجتماعی (به انگلیسی: Social dualism) در جامعه‌شناسی و اقتصاد، نظریه ای است که توسط اقتصاددان ژولیوس هرمان بوکه ارائه شده‌است که یک جامعه را به معنای اقتصادی را با روح اجتماعی، اشکال سازمانی و تکنیک حاکم بر آن مشخص می‌کند. به گفته بوکه، «این سه جنبه بهم وابسته هستند و در این رابطه نمونه‌ای از جامعه است. به این ترتیب که روح اجتماعی حاکم و اشکال غالب سازماندهی و تکنیک به جامعه سبک و ظاهر می‌دهد. به طوری که در رابطه متقابل آنها را می‌توان نظام اجتماعی، سبک اجتماعی یا فضای اجتماعی آن جامعه نامید. ".

## جامعه دوگانه
به باور بوکه، لازم نیست یک جامعه منحصراً تحت سلطه یک نظام اجتماعی باشد. اگر یک نظام اجتماعی حاکم باشد، جامعه مورد نظر، جامعه‌ای همگن است.
برعکس، وقتی دو (یا چند) نظام اجتماعی به‌طور همزمان ظاهر می‌شوند، جامعه‌ای دوگانه داریم.
بوکه اصطلاح جامعه دوگانه را فقط برای جوامعی استفاده می‌کند که نشانه‌ای متمایز از دو سبک اجتماعی همزمان و کامل را نشان می‌دهند که در حالت عادی،  تکامل تاریخی جوامع همگن با اشکال انتقالی از یکدیگر جدا می‌شوند. به عنوان مثال، پیشاسرمایه‌داری و فراسرمایه‌داری با سرمایه‌داری اولیه.
این صلاحیت از آن جهت ضروری است که هر جامعه‌ای که فرآیند تکامل یا درون‌زایی را طی می‌کند، علاوه بر نظام‌های اجتماعی غالب، بقایای سبک اجتماعی پیشین و آغاز سبک اجتماعی پسین خود را نشان می‌دهد. از سوی دیگر، اگر یک نظام اجتماعی از خارج وارد شود و نتواند نظام اجتماعی حاکم را از بین ببرد یا جذب کند، دوگانگی جامعه به وضوح آشکار می شود.
با این حساب بوکه جامعه دوگانه را جامعه‌ای تعریف می‌کند در آن یکی از دو نظام اجتماعی غالب، در واقع همیشه پیشرفته‌ترین، از خارج وارد شده و در محیط جدید موجودیت خود را به دست آورده است بدون اینکه بتواند نظام اجتماعی متفاوتی را که در آنجا رشد کرده است، بیرون براند یا جذب کنند، در نتیجه اولویت هیچ یک از آنها برای کل آن جامعه عمومی و مشخص نمی شود.

## ویژگی‌های اقتصاد دوگانه
اهمیت غلبه بر نیازهای اجتماعی: اولین ویژگی اقتصادهای دوگانه که بوکه به آن اشاره کرد، اهمیت نسبتاً بیشتر نیازهای اجتماعی در مقایسه با اقتصادهای غربی است.
بوکه بیان می‌کند: مالکیت در سهم گاو، زمین، لباس و خانه‌ها، انجام وظایف اجتماعی در همه شرایطی مشابه، همگی را باید تا حد زیادی به عنوان ارضای نیازهای اجتماعی در نظر گرفت. این نه فایده اقتصادی آنهاست و نه خدمات انفرادی آن کالاها به مالک خود می‌دهند، ارزش کالاها را تعیین می‌کند. این موضوع اهمیت ثانویه ای دارد که آیا زمین به نسبت پولی که برای آن پرداخت می‌شود، سود معقول ایجاد می‌کند یا اینکه گاوها می‌توانند به‌طور معقولی برای صاحبشان در تجارت خود مفید باشند. به هر نحوی آیا بر او تأثیر خوشایندی می‌گذارند زیرا استفاده از این اشیاء برای خود سوژه نیست که به آنها ارزش می‌بخشد بلکه این معیار را افکار عمومی تعیین می‌کند.

## انتقاد
نظریه دوگانه گرایی اجتماعی توسط بنجامین هیگینز به دلایل زیر مورد انتقاد قرار گرفته‌است:
1. خواست‌ها محدود نیستند: اگر زندگی اندونزیها را تحلیل کنیم، متوجه نمی‌شویم که خواسته‌های مردم محدود است زیرا در اینجا مقادیر MPC و MPM بالاتر است. این دلیلی است که دولت اندونزی باید محدودیت‌های واردات را اعمال کند. علاوه بر این، هر زمان که محصول خوب باشد، کشاورزی رونق یافته و تقاضا برای کالاهای لوکس افزایش می‌یابد.
2. کارهای معمولی سازماندهی نشده‌اند: بوکه این نسخه را ارائه کرد که کارگران معمولی سازماندهی نشده و منفعل هستند. این ممکن است در مورد بخش اولیه اقتصاد یعنی کشاورزی صادق باشد زولی در قهوه، چای، لاستیک و مزارع و غیره سازماندهی نشده‌اند.
3. کارگر شرقی بی حرکت نیست: بوکه فکر می‌کرد نیروی کار شرقی بی حرکت است. به دلیل جذابیت امکانات مدرن زندگی در مناطق شهری این‌طور نیست. علاوه بر این، مشوق‌های درآمدی بالا، نیروی کار را مجبور می‌کند از مناطق روستایی به مناطق شهری حرکت کند.
4. نظریه دوگانه فقط برای کشورهای توسعه یافته خاص نیست: نظریه جامعه شرقی، به گفته بوکه، فقط در کشورهای توسعه نیافته وجود دارد ولی این درست نیست زیرا در کانادا، ایتالیا و حتی در ایالات متحده هم وجود دارد.
5. قابلیت کاربرد در جامعه غربی: به گفته پروفسور هیگینز بیشتر ویژگی‌های جامعه شرقی توسط بوکه حتی در جوامع غربی وجود دارد.به عنوان مثال، در طول ابرتورم، سفته‌بازی به سرمایه‌گذاری ترجیح داده می‌شود. این بدان معناست که مردم در کشورهای غربی نیز تمایل بسیاری به حفظ سرمایه خود در حالت نقدینگی بازار دارند. همان‌طور که در اثرات وبلن[۴] و اسنوب[۵] بحث شده‌است جامعه غربی هم به مصرف آشکار باورمند است. منحنی عرضه خمیده به عقب تلاش‌ها توسط استرالیا در طول دوره پس از جنگ و توسط ایالات متحده در دهه پنجاه تجربه شده‌است.
6. نه یک نظریه بلکه یک توصیف: اعتراض می‌شود نظریه دوگانه بوکه صرفاً یک توصیف است تا یک نظریه. یافته‌های او بر اساس نظریه نئوکلاسیک است که کاربرد محدودی در جهان غرب دارد.
7. راه حلی برای مسئله بیکاری ارائه نمی‌دهد: دوگانه‌گرایی بوکه بیشتر بر جنبه‌های اجتماعی - فرهنگی متمرکز است تا اقتصادی. او فقط می‌گوید دولت در موقعیتی نیست که بیکاری را برطرف کند. علاوه بر این، وی به وضعیت کم‌کاری اشاره ای نمی‌کند؛ بنابراین نظریه او پر از کاستی است.

هیگینز استدلال می‌کند مسأله اصلی در اقتصادهای دوگانه، فراهم کردن فرصت‌های شغلی است و نظریه بوکه در انجام آن شکست خورده‌است و نظریه دوگانه‌گرایی تکنولوژیکی را به عنوان پاسخ توسعه داده‌است.

## همچنین ببینید
اقتصاد دوگانه